# 両唇はじき音
有声両唇はじき音（ゆうせい りょうしん はじきおん、英: Voiced bilabial flap）は、子音の類型の一つ。下唇と上唇を軽く弾くことによって生じる音。国際音声記号での表記は2005年に唇歯はじき音を表す記号の下に小さい「+」をつけたものとすることと決まった。

## 特徴
- 気流の起こし手 - 肺臓気流機構によって生じる呼気。
- 発声 - 声帯の振動を伴う有声音。
- 調音
  - 調音位置 - 下唇と上唇による両唇音。
  - 調音方法
    - 口腔内の気流 - 区別なし。
    - 調音器官の接近度 - 瞬間的な閉鎖を一回だけ作るはじき音。
    - 口蓋帆の位置 - 口蓋帆を持ち上げて鼻腔への通路を塞いだ口音。